# Lockheed F-94 Starfire
Pour les articles homonymes, voir F94.
Le Lockheed F-94 Starfire est le premier avion de chasse à réaction tout temps de l'USAF, et aussi le premier équipé de post-combustion. Il a été construit à plus de 800 exemplaires, utilisés dans les unités de première ligne pendant toutes les années 1950.

## Histoire
En 1948, l'USAF publia une spécification pour un chasseur doté d'un radar, destiné à prendre la relève des Northrop P-61 Black Widow et North American F-82 Twin Mustang. Lockheed répondit à la demande par une version modifiée de la version biplace du Lockheed P-80 Shooting Star, encore connue à l'époque comme le TF-80C mais qui allait devenir le fameux T-33. 
Un système de contrôle de tir Hughes E-1, fonctionnant grâce à un radar AN/APG-3 utilisé aussi pour diriger le tir des canons du Convair B-36 Peacemaker, et un viseur Sperry A-1C, furent ajoutés, nécessitant l'allongement du fuselage. La masse supplémentaire obligea alors à remplacer le moteur J-33 par sa version avec post-combustion le J-33-A-33 et, pour compenser la consommation de carburant supplémentaire, on dut également ajouter des réservoirs de bout d'aile. L'armement était constitué par quatre mitrailleuses Browing M-2, et deux bombes de 454 kg pouvaient être emportées, donnant à l'avion un rôle secondaire de chasseur-bombardier.
Le prototype YF-94 (un TF-80C modifié) fit son premier vol le 16 avril 1949. Les premiers exemplaires de série furent livrés en décembre de la même année, mais avaient quelques problèmes de jeunesse : tant leur réacteur que leur système de tir étaient peu fiables, et le poste de pilotage était très étroit. La version suivante (F-94B) apparut en 1951, avec un cockpit agrandi et des améliorations de l'avionique, qui permirent de résoudre en partie ces problèmes. Ces deux versions restèrent peu de temps en service dans l'USAF : dès 1954, ils furent versés dans l'Air National Guard, où ils reçurent souvent un pod de mitrailleuses supplémentaires sous chaque aile, portant le total des armes à huit. 
La version suivante fut tellement différente qu'on envisagea un temps de la nommer F-97. Développée sur des fonds propres par Lockheed, elle était armée de 24 roquettes air-air, disposées sur le pourtour du radôme nasal. Le système de contrôle de tir était un Hughes E-5 avec un radar AN/APG-40. Le moteur était remplacé par un plus puissant Pratt & Whitney J48, une version sous licence du Rolls-Royce Tay équipé de la postcombustion, et enfin les ailes avaient été redessinées et étaient maintenant beaucoup plus fines. 
Cette version F-94C fut la première à prendre le nom de Starfire et fut livrée à partir de juillet 1951. Si ses roquettes étaient efficaces en opération, on s'aperçut qu'elles aveuglaient souvent l'équipage lors du tir, si bien que des conteneurs avec chacun 12 roquettes furent ajoutés au milieu de chaque aile en remplacement des roquettes dans le nez. Le F-94C quitta le service en 1959, lorsque des intercepteurs plus modernes furent disponibles.
Lockheed proposa par la suite un chasseur bombardier F-94D, que l'USAF refusa. Le prototype fut alors utilisé comme banc d'essai du canon M61 Vulcan.

## Engagements
Un escadron de F-94 fut déployé pendant la guerre de Corée et obtint 4 victoires aériennes.

## Versions
- YF-94 - prototype (2 exemplaires)

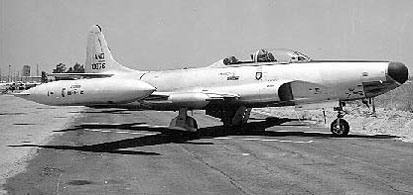
Un F-94B

- F-94A - première version de série (109 exemplaires)
- F-94B - avionique améliorée (356 exemplaires)
- YF-97 - prototypes de la version F-94C
- F-94C - nouveau réacteur, armé de roquettes, structure modifiée (387 exemplaires)

### Développement lié
- F-80 Shooting Star
- T-33 Shooting Star

### Aéronefs comparables
- Gloster Meteor (Armstrong Whitworth Meteor NF-11.12.13.14)
- F-86D Sabre
- F-89 Scorpion
- Yakovlev Yak-25